# Les Pléiades (groupe volcanique)
Pour les articles homonymes, voir Pléiade.
 (juillet 2022).
Les Pléiades sont un groupe volcanique du nord de la terre Victoria, en Antarctique. Il fait partie du groupe volcanique McMurdo (en) et de la chaîne Transantarctique.
Il se compose de cônes et de dômes jeunes avec le mont Atlas (en)-mont Pléioné (en), un petit stratovolcan formé de trois cônes qui se chevauchent. Ce dernier est le volcan dominant et s'élève à 500 mètres au-dessus du névé Evans.
Deux autres cônes nommés sont le cône Alcyone (en) et cône Taygète (en). Ce dernier a fait l'objet d'une datation radiométrique indiquant son éruption pendant l'Holocène.
Un certain nombre de couches d'éjectas volcaniques à travers l'Antarctique sont attribuées aux éruptions de ce groupe volcanique, dont plusieurs qui ont pu se produire au cours des dernières centaines d'années.